# Linha E do RER
A Linha E do RER ou RER E (originalmente designada por "EOLE", ou Est-Ouest liaison express) é uma das cinco linhas do RER, a Rede Expressa Regional, sistema de trânsito rápido que serve Paris, na França. A linha vai de Haussmann - Saint-Lazare (E1) aos terminais do leste Chelles-Gournay (E2) e Tournan (E4). É operada pela SNCF.
A construção da linha deixou a Gare Montparnasse como a única estação terminal principal em Paris não diretamente ligada ao sistema RER, a linha de Montparnasse é ligada ao RER em Versailles-Chantiers e o LGV Atlantique em Massy - Palaiseau.

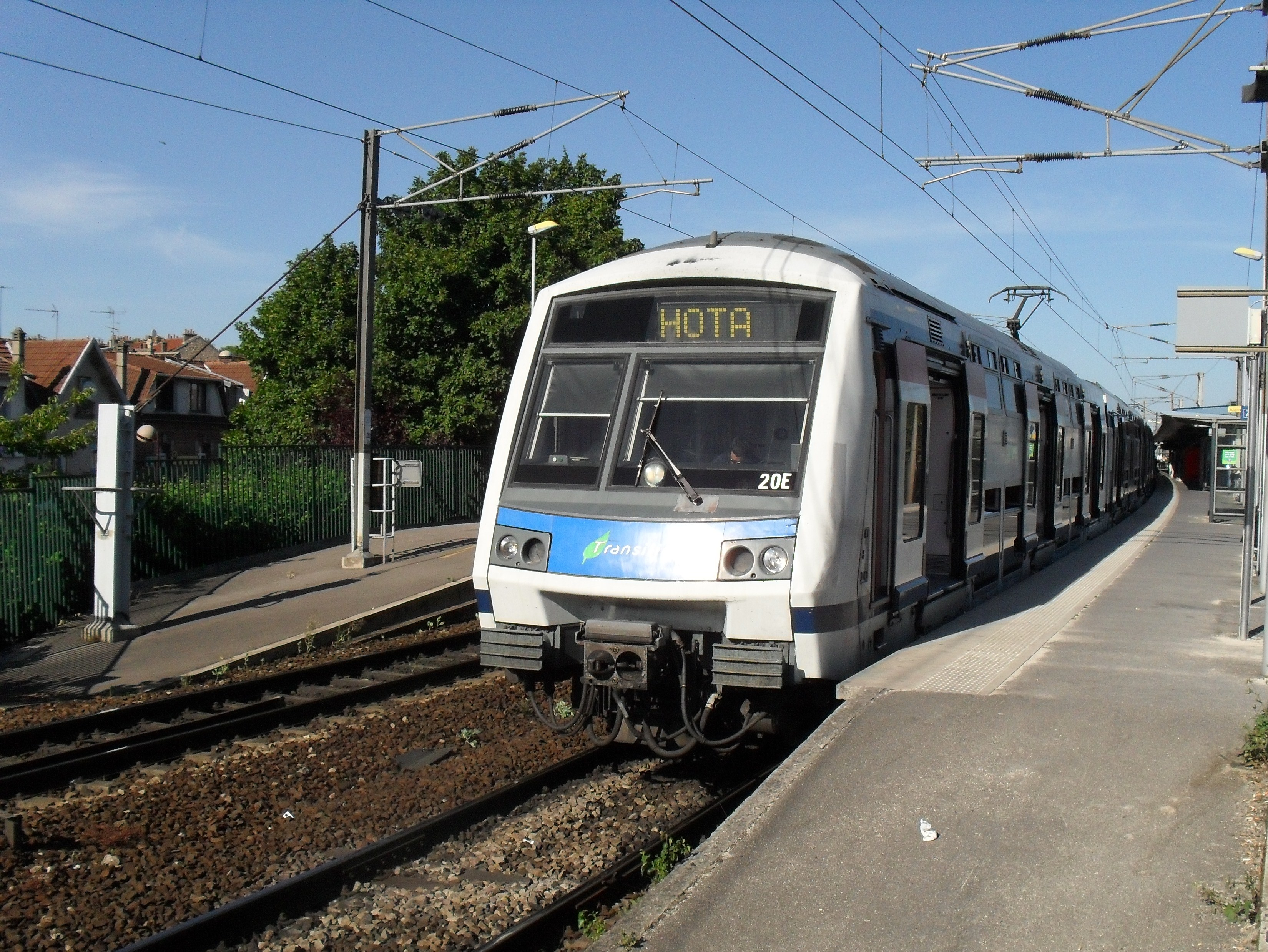
Um trem Z 22500 na estação de origem de Villiers-sur-Marne - Le Plessis-Trévise em maio de 2011.

## História
Criada em 1999, a Linha E originalmente ia de Haussmann - Saint-Lazare à Noisy-le-Sec, estendendo-se depois para Chelles-Gournay. Em seguida surgiu o ramal que ia para Villiers-sur-Marne - Le Plessis-Trévise, em Villiers-sur-Marne. A linha se estendeu para Tournan em 2003.
Em 13 de dezembro de 2015, a estação Rosa-Parks foi inaugurada, novos serviços foram colocados em serviço e trens de andar único, o Francilien (Z 50000), foram colocados em serviço, além de trens de dois andares.
A Linha E passa por um trecho subterrâneo em Paris entre Haussmann St-Lazare, onde tem acesso ao Metrô de Paris e à Gare Saint-Lazare, e Magenta, onde tem acesso ao metrô e à Gare du Nord e à Gare de l'Est.
A Linha se estenderá para Mantes-la-Jolie, passando por um trecho entre La Défense e Haussmann Saint-Lazare.

## Estações
- Haussmann - Saint-Lazare
- Magenta
- Rosa-Parks
- Pantin
- Noisy-le-Sec
- Bondy

Plano da linha.

- Le Raincy - Villemomble - Montfermeil
- Gagny
- Le Chénay-Gagny
- Chelles-Gournay
- Rosny-Bois-Perrier
- Rosny-sous-Bois
- Val de Fontenay
- Nogent - Le Perreux
- Les Boullereaux-Champigny
- Villiers-sur-Marne - Le Plessis-Trévise
- Les Yvris-Noisy-le-Grand
- Émerainville - Pontault-Combault
- Roissy-en-Brie
- Ozoir-la-Ferrière
- Gretz-Armainvilliers
- Tournan